# Reek of Putrefaction
Reek of Putrefaction debitanski je studijski album britanskog grindcore-sastava Carcass. Diskografska kuća Earache Records objavila ga je u lipnju 1988.

## Pozadina
Nakon objave završio je na 6. mjestu ljestvice UK Indie Chart, čime je Carcass postao jedan od pionira grindcorea. John Peel, DJ radija BB1 Radio 1, izjavio je da mu je to omiljeni album iz 1988.
Gitarist i pjevač Bill Steer o albumu je izjavio: "Prvi album nije se odlikovao nekom pretjeranom usredotočenošću, samo je bio brz i žestok...".

## Izdanje
Reek of Putrefaction objavljen je 1988. Izvorna naslovnica albuma sastoji se od kolaža obdukcijskih fotografija prikupljenih iz medicinskih časopisa. Ponovno je objavljen 1994., ali s novom naslovnicom. Godine 2002. objavljen je s novom i prvotnom naslovnicom.

## Popis pjesama
| 1.  | »Genital Grinder« (instrumentalna skladba) | 1:32 |
| 2.  | »Regurgitation of Giblets«                 | 1:24 |
| 3.  | »Maggot Colony«                            | 1:37 |
| 4.  | »Pyosiafied (Rotten to the Gore)«          | 2:55 |
| 5.  | »Carbonized Eye Sockets«                   | 1:11 |
| 6.  | »Frenzied Detruncation«                    | 0:59 |
| 7.  | »Vomited Anal Tract«                       | 1:45 |
| 8.  | »Festerday«                                | 0:22 |
| 9.  | »Fermenting Innards«                       | 2:35 |
| 10. | »Excreted Alive«                           | 1:21 |
| 11. | »Suppuration«                              | 2:19 |

| Strana B – Anal Disgorgement | Strana B – Anal Disgorgement         | Strana B – Anal Disgorgement | Strana B – Anal Disgorgement | Strana B – Anal Disgorgement | Strana B – Anal Disgorgement | Strana B – Anal Disgorgement | Strana B – Anal Disgorgement | Strana B – Anal Disgorgement | Strana B – Anal Disgorgement |
| Br.                          | Skladba                              | Trajanje                     |                              |                              |                              |                              |                              |                              |                              |
| ---------------------------- | ------------------------------------ | ---------------------------- | ---------------------------- | ---------------------------- | ---------------------------- | ---------------------------- | ---------------------------- | ---------------------------- | ---------------------------- |
| 12.                          | »Foeticide«                          | 2:46                         |                              |                              |                              |                              |                              |                              |                              |
| 13.                          | »Microwaved Uterogestation«          | 1:24                         |                              |                              |                              |                              |                              |                              |                              |
| 14.                          | »Feast on Dimembered Carnage«        | 1:27                         |                              |                              |                              |                              |                              |                              |                              |
| 15.                          | »Splattered Cavities«                | 1:54                         |                              |                              |                              |                              |                              |                              |                              |
| 16.                          | »Psychopathologist«                  | 1:18                         |                              |                              |                              |                              |                              |                              |                              |
| 17.                          | »Burnt to a Crisp«                   | 2:43                         |                              |                              |                              |                              |                              |                              |                              |
| 18.                          | »Pungent Excruciation«               | 2:31                         |                              |                              |                              |                              |                              |                              |                              |
| 19.                          | »Manifestation of Verrucose Urethra« | 1:02                         |                              |                              |                              |                              |                              |                              |                              |
| 20.                          | »Oxidised Razor Masticator«          | 3:13                         |                              |                              |                              |                              |                              |                              |                              |
| 21.                          | »Muckpurulence Excretor«             | 1:09                         |                              |                              |                              |                              |                              |                              |                              |
| 22.                          | »Malignant Defecation«               | 2:14                         |                              |                              |                              |                              |                              |                              |                              |
| 39:41                        |                                      |                              |                              |                              |                              |                              |                              |                              |                              |

| Dodatne pjesme (s demoalbuma Flesh Ripping Sonic Torment) | Dodatne pjesme (s demoalbuma Flesh Ripping Sonic Torment) | Dodatne pjesme (s demoalbuma Flesh Ripping Sonic Torment) | Dodatne pjesme (s demoalbuma Flesh Ripping Sonic Torment) | Dodatne pjesme (s demoalbuma Flesh Ripping Sonic Torment) | Dodatne pjesme (s demoalbuma Flesh Ripping Sonic Torment) | Dodatne pjesme (s demoalbuma Flesh Ripping Sonic Torment) | Dodatne pjesme (s demoalbuma Flesh Ripping Sonic Torment) | Dodatne pjesme (s demoalbuma Flesh Ripping Sonic Torment) | Dodatne pjesme (s demoalbuma Flesh Ripping Sonic Torment) |
| Br.                                                       | Skladba                                                   | Trajanje                                                  |                                                           |                                                           |                                                           |                                                           |                                                           |                                                           |                                                           |
| --------------------------------------------------------- | --------------------------------------------------------- | --------------------------------------------------------- | --------------------------------------------------------- | --------------------------------------------------------- | --------------------------------------------------------- | --------------------------------------------------------- | --------------------------------------------------------- | --------------------------------------------------------- | --------------------------------------------------------- |
| 23.                                                       | »Genital Grinder« (instrumentalna skladba)                | 0:50                                                      |                                                           |                                                           |                                                           |                                                           |                                                           |                                                           |                                                           |
| 24.                                                       | »Regurgitation of Giblets«                                | 1:56                                                      |                                                           |                                                           |                                                           |                                                           |                                                           |                                                           |                                                           |
| 25.                                                       | »Festerday«                                               | 0:19                                                      |                                                           |                                                           |                                                           |                                                           |                                                           |                                                           |                                                           |
| 26.                                                       | »Limb from Limb«                                          | 1:05                                                      |                                                           |                                                           |                                                           |                                                           |                                                           |                                                           |                                                           |
| 27.                                                       | »Rotten to the Gore«                                      | 2:54                                                      |                                                           |                                                           |                                                           |                                                           |                                                           |                                                           |                                                           |
| 28.                                                       | »Excreted Alive«                                          | 0:55                                                      |                                                           |                                                           |                                                           |                                                           |                                                           |                                                           |                                                           |
| 29.                                                       | »Malignant Defecation«                                    | 1:59                                                      |                                                           |                                                           |                                                           |                                                           |                                                           |                                                           |                                                           |
| 30.                                                       | »Fermenting Innards«                                      | 2:33                                                      |                                                           |                                                           |                                                           |                                                           |                                                           |                                                           |                                                           |
| 31.                                                       | »Necro-Cannibal Bloodfeast«                               | 1:49                                                      |                                                           |                                                           |                                                           |                                                           |                                                           |                                                           |                                                           |
| 32.                                                       | »Psychopathologist«                                       | 1:29                                                      |                                                           |                                                           |                                                           |                                                           |                                                           |                                                           |                                                           |
| 33.                                                       | »Die in Pain«                                             | 0:11                                                      |                                                           |                                                           |                                                           |                                                           |                                                           |                                                           |                                                           |
| 34.                                                       | »Pungent Excruciation«                                    | 3:04                                                      |                                                           |                                                           |                                                           |                                                           |                                                           |                                                           |                                                           |
| 35.                                                       | »Face Meltaaargh«                                         | 1:16                                                      |                                                           |                                                           |                                                           |                                                           |                                                           |                                                           |                                                           |
| 60:21                                                     |                                                           |                                                           |                                                           |                                                           |                                                           |                                                           |                                                           |                                                           |                                                           |

## Zasluge
| Carcass - Frenzied Fornicator of Fetid Fetishes and Sickening Grisly Fetes – bas-gitara, vokal, grafički dizajn - Gratuitously Brutal Asphyxiator of Ulcerated Pyoxanthous Goitres – gitara, vokal - Grume Gargler and Evjscerator of Maturated Neoplasm – bubnjevi, vokal Dodatni glazbenici - Sanjiv – vokal (na dodatnim pjesmama) | Ostalo osoblje - Dig Pearson – produkcija - Paul Talbot – produkcija, inženjer zvuka, miks, ponovno snimanje - Mike It Up Wrongly Ivory – inženjer zvuka |